# Millisite
La millisite è un minerale.